# Juan Carlos Bado
Pas d'image ? Cliquez ici

a Compétitions nationales et continentales officielles uniquement.

b Matchs officiels uniquement.
Dernière mise à jour le 5 septembre 2015.
Juan Carlos Bado, né le 29 décembre 1973 à Montevideo (Uruguay) est un joueur uruguayen de rugby à XV. Il a joué en équipe d'Uruguay et évolue au poste de deuxième ligne (1,97 m pour 106 kg).

## Carrière

### En club
- 2002-2003 CABBG bordeaux begles
- 2003-2005 : Stade français Paris
- 2005-2007 : US Montauban
- 2007-2013 : US Oyonnax
- 2013-???? :  RCBA

### En équipe nationale
Il connaît sa première sélection en équipe d'Uruguay le 2 octobre 1991 contre l'équipe du Paraguay.

## Palmarès
- Champion de France de rugby à XV 2003-2004 Stade français
- Champion de France de Pro D2 : 2006

## Statistiques en équipe nationale
- 49 sélections en équipe d'Uruguay entre 1992 et 2010[2]
- 2 essais (10 points)[2]
- Sélections par année : 2 en 1992, 2 en 1993, 6 en 1995, 4 en 1996, 3 en 1997, 6 en 1998, 7 en 1999, 4 en 2001, 3 en 2002, 8 en 2003, 1 en 2007, 1 en 2008, 1 en 2009, 1 en 2010[2]
- En coupe du monde[3] :
  - 2003 : 4 sélections (Afrique du Sud, Samoa, Géorgie, Angleterre)
  - 1999 : 3 sélections (Espagne, Écosse, Afrique du Sud)